# Siegmar Henker
Siegmar Henker (1942-2009) fue un deportista alemán que compitió para la RFA en atletismo adaptado, natación adaptada, tiro con arco adaptado y tiro adaptado. Ganó 23 medallas en los Juegos Paralímpicos de Verano entre los años 1976 y 1992.

## Palmarés internacional
| Representando a la RFA |                                                  |                  |              |
| Juegos Paralímpicos    |                                                  |                  |              |
| Año                    | Lugar                                            | Medalla          | Prueba       |
| 1976                   | Toronto (Canadá)                                 | Medalla de oro   | Disco 1C     |
| 1976                   | Toronto (Canadá)                                 | Medalla de plata | Jabalina 1C  |
| 1976                   | Toronto (Canadá)                                 | Medalla de plata | Peso 1C      |
| 1976                   | Toronto (Canadá)                                 | Medalla de plata | Pentatlón 1C |
| 1980                   | Arnhem (Países Bajos)                            | Medalla de oro   | Pentatlón 1C |
| 1980                   | Arnhem (Países Bajos)                            | Medalla de plata | Jabalina 1C  |
| 1980                   | Arnhem (Países Bajos)                            | Medalla de plata | Peso 1C      |
| 1984                   | Nueva York (EE. UU.) Stoke Mandeville (R. Unido) | Medalla de oro   | Disco 1C     |
| 1984                   | Nueva York (EE. UU.) Stoke Mandeville (R. Unido) | Medalla de oro   | Pentatlón 1C |
| 1984                   | Nueva York (EE. UU.) Stoke Mandeville (R. Unido) | Medalla de plata | Peso 1C      |
| 1988                   | Seúl (Corea del Sur)                             | Medalla de oro   | Pentatlón 1C |
| 1988                   | Seúl (Corea del Sur)                             | Medalla de plata | Disco 1C     |
| 1988                   | Seúl (Corea del Sur)                             | Medalla de plata | Jabalina 1C  |
| 1988                   | Seúl (Corea del Sur)                             | Medalla de plata | Peso 1C      |

| Representando a la RFA |                       |                   |                      |
| Juegos Paralímpicos    |                       |                   |                      |
| Año                    | Lugar                 | Medalla           | Prueba               |
| 1980                   | Arnhem (Países Bajos) | Medalla de oro    | 3 × 25 m libre 1A-1C |
| 1980                   | Arnhem (Países Bajos) | Medalla de bronce | 25 m braza 1C        |

| Representando a la RFA |                       |                |                             |
| Juegos Paralímpicos    |                       |                |                             |
| Año                    | Lugar                 | Medalla        | Prueba                      |
| 1980                   | Arnhem (Países Bajos) | Medalla de oro | Distancia corta tetraplejia |

| Representando a la RFA   |                                                  |                   |                                         |
| Juegos Paralímpicos      |                                                  |                   |                                         |
| Año                      | Lugar                                            | Medalla           | Prueba                                  |
| 1984                     | Nueva York (EE. UU.) Stoke Mandeville (R. Unido) | Medalla de oro    | Rifle de aire de pie 1A-1C              |
| 1984                     | Nueva York (EE. UU.) Stoke Mandeville (R. Unido) | Medalla de oro    | Rifle de aire en posición tendida 1A-1C |
| 1984                     | Nueva York (EE. UU.) Stoke Mandeville (R. Unido) | Medalla de oro    | Pistola de aire 1A-1C                   |
| Representando a Alemania |                                                  |                   |                                         |
| Juegos Paralímpicos      |                                                  |                   |                                         |
| Año                      | Lugar                                            | Medalla           | Prueba                                  |
| 1992                     | Barcelona (España)                               | Medalla de oro    | Rifle de aire 3 × 40 m SH3 mixto        |
| 1992                     | Barcelona (España)                               | Medalla de oro    | Olympic Match SH3 mixto                 |
| 1992                     | Barcelona (España)                               | Medalla de bronce | Rifle de aire de pie SH1-3 mixto        |